# František Příhoda
František Příhoda (* 16. září 1947) je český politik a drobný podnikatel, bývalý senátor za obvod č. 20 – Praha 4 a člen ODS.

## Vzdělání, profese a rodina
Absolvoval SPŠ grafickou. Poté pracoval v tiskárně. V roce 1991 založil firmu Repas spol. s r. o., kde působí jako jednatel a společník. Je rozvedený, má dceru Radku a syna Karla.

## Politická kariéra
V letech 2002–2006 zasedal v zastupitelstvu městské části Praha 4. V mimořádných volbách 2004 se stal členem horní komory českého parlamentu, když v prvním kole měl převahu nad filozofem a sociálním demokratem Erazimem Kohákem v poměru 37,82 % ku 20,13 % hlasů. Ve druhém kole obdržel 60,12 % všech platných hlasů a získal funkci senátora za Prahu 4. Věnoval se činnosti v Organizačním a Ústavně-právním výboru. V řádných volbách 2006 svůj mandát neobhajoval.